# Червен лори
Червеният лори (Eos bornea) е вид птица от семейство Папагалови, род лорита, обитаваща Молукските острови в Индонезия.

## Местообитание
Запазлика от повечето папагали от това подсемейство, разпространени в широк ареал, червените лорита са ендемичен вид за Молукските острови в източната част на Индонезия. Обитават предимно гъстите тропически гори на архипелага, но често се срещат и в мангровите гори.

## Външен вид
Най-забележителното при този вид папагали е искрящото преобладаващо червено оперение, което покрива почти цялото тяло. Изключение правят крилата и опашката, при което червените пера се редуват със сини и светлосини, като по опашните пера това редуване е най-равномерно, а по крилата има формата на петна, предимно в син оттенък. Областта около очите също е обагрена в синьо. Дължината на тялото от главата до опашката достига 30 – 31 см.

## Хранене и размножаване
Червените лорита се хранят преди всичко с плодове и насекоми, които съставляват основна част от менюто им. Често се хранят и с цветен нектар, който събират чрез специални, подобни на пъпчици образувания върху края на езика. Така те играят съществена роля и в опрашването на цветните растения. Червените лори образуват брачни двойки, като често няколко двойки могат да използват едно и също дърво. Женските снасят 1 или 2, по-рядко до 3 яйца.

## В киното и живописта
Красивото оперение на тази птица е вълнувало въображението на множество художници, които често са рисували тази птица, като символ на тропическата екзотика или в картини, изобразяващи Земния рай. Най-известният пример за червен лори в изкуството е папагалът Яго от анимационната продукция на Дисни „Аладин“.